# Новогладовка
Новогладовка (Ново-Гладовка) — село в Кизлярском районе Дагестана. Входит в состав Большезадоевского сельсовета.

## Географическое положение
Населённый пункт расположен на правом берегу реки Старый Терек, в 6 км к юго-востоку от села Большезадоевское и в 15 км к северо-востоку от города Кизляр.

## История
Образовано переселенцами из станицы Новогладовской (Гребенской) Терской области.

## Население
| 1914 | 1926 | 1970 | 1989 | 2002 | 2010 | 2021 |
| ---- | ---- | ---- | ---- | ---- | ---- | ---- |
| 259  | ↗323 | ↘279 | ↗297 | ↗411 | ↗413 | ↗528 |

Национальный состав
До конца 1970-х годов в селе преобладало русское население. Начиная с 1980-х годов и по настоящее время наблюдается отток коренного русскоязычного населения из села.
По данным Всесоюзной переписи населения 1926 года:
| № | Национальность | Численность, чел. | Доля   |
| - | -------------- | ----------------- | ------ |
| 1 | русские        | 322               | 99,7 % |
| 2 | ногайцы        | 1                 | 0,3 %  |

По данным Всероссийской переписи населения 2010 года:
| № | Национальность | Численность, чел. | Доля   |
| - | -------------- | ----------------- | ------ |
| 1 | аварцы         | 371               | 89,8 % |
| 2 | другие         | 42                | 10,2 % |

По данным Всероссийской переписи населения 2010 года, в селе проживало 413 человек (191 мужчина и 222 женщины).